# Velike Poljane, Ribnica
Velike Poljane este o localitate din comuna Ribnica, Slovenia, cu o populație de 127 de locuitori.